# 田盛正幸
 田盛 正幸（たもり まさゆき、1951年 - ）は、日本の警察官僚。

## 略歴
広島県比婆郡西城町生まれ。1973年、獨協大学法学部卒業。
1973年、広島県警察巡査。警察庁に移り、外務省在ベルギー大使館二等書記官、警察庁警備局外事第二課課長補佐、岩手県警察本部警備部公安課長、警察庁長官官房総務課課長補佐（國松孝次長官秘書官）、兵庫県警察本部警務部長、大分県警察本部長を歴任、警察庁警備局外事情報部国際テロリズム対策課長を最後に定年退官。
2011年5月10日より、西日本旅客鉄道東京本部担当部長。